# Хардер, Август
Август Хардер (нем. August Harder; 17 июля 1775, Шёнерштедт, ныне в составе коммуны Харта — 22 октября 1813, Лейпциг) — немецкий композитор и музыкальный критик.

## Биография
Сын сельского учителя, получил начальное музыкальное образование у своего отца, затем окончил гимназию в Дрездене, некоторое время изучал богословие в Лейпциге, однако в дальнейшем посвятил себя музыке. Выступал в Лейпциге как певец, пианист и гитарист, публиковал в городской прессе критические отзывы о концертах. Умер от лихорадки, усилившейся из-за нервного потрясения, вызванного проходившей у стен Лейпцига Битвой народов.
Основу композиторского наследия Хардера составляют песни на слова современных ему немецких авторов, зачастую религиозного содержания; высокую оценку им дал, в частности, Фридрих Адольф Круммахер, отметивший их исключительную популярность в некоторых областях Германии. Наибольшей известностью пользуется песня Хардера, первоначально написанная на стихи Людвига Хёльти (Die Luft ist blau, das Tal ist grün), но уже после его смерти приложенная органистом Фридрихом Германом Айкхофом к старому духовному гимну Пауля Герхардта Geh aus, mein Herz, und suche Freud и в этом виде ставшая народной.